# Waffenamt

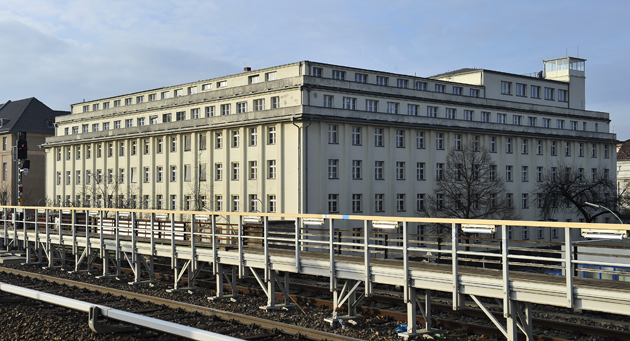
Antiguo Heereswaffenamt, Jebensstraße esquina Avenida Hertz, Berlín

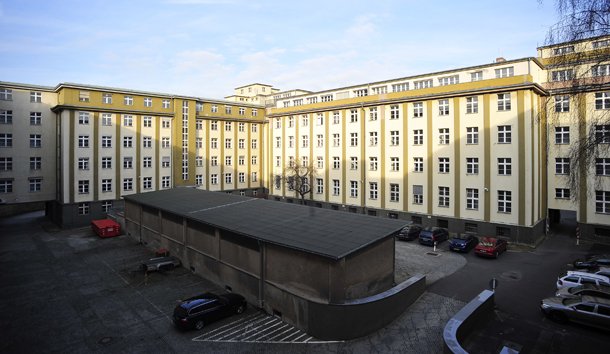
Antiguo Departamento de Ordenanza del Ejército (patio), Jebensstraße Esquina Avenida Hertz

El Waffenamt (WaA) fue una agencia de armamento del ejército alemán. Fue el centro de investigación y desarrollo de Alemania y también, durante el Tercer Reich, lo fue de armas, municiones y equipamiento del ejército para el Reichswehr y, posteriormente, la Wehrmacht. Fue fundado el 8 de noviembre de 1919 como el Reichwaffenamt (RWA), y el 5 de mayo de 1922 el nombre fue cambiado por Heereswaffenamt (HWA).
La tarea de supervisar el gigantesco proceso de rearme de Alemania para la Segunda Guerra Mundial fue otorgado al Heeresabnahmestelle (la Organización de Aceptación del Ejército, comúnmente llamado Abnahme), una subsidiaria del Heereswaffenamt.
Para 1940, el Abnahme constaba de 25.000 hombres en cinco departamentos, en 16 áreas de inspección, aumentado por personal especialmente seleccionado, quienes eran asignados para asistir a los inspectores del Waffenamt en cada planta de fabricación. Posteriormente, a mediados de 1944, aproximadamente 8.000 de estos inspectores del Abnahme fueron "liberados para el servicio en el frente".
El Heeres-Abnahmewesen fue responsable de la prueba y aceptación de todas las armas, equipos y municiones antes de ser enviadas a la Wehrmacht. Las inspecciones se llevaban a cabo de acuerdo a unas detalladas guías llamadas "Technische Lieferbedingungen" (TLs) preparadas por varios departamentos Waffenprüfämter (WaPrüf).
Cuando comenzó el programa de rearme, se establecieron departamentos de inspección del Waffenamt en cada fábrica, y se alentó a los armeros a solicitar puestos allí. En preparación para sus nuevas tareas, realizaban un curso de cuatro semanas en el Heereswaffenmeisterschule (Escuela de Arsenales del Ejército). El curso finalizaba con una prueba para Inspector Técnico, el cual elevaba el rango de cada candidato seleccionado a Oberleutnant (Primer Teniente). A comienzos de 1935, todos los oficiales de inspección en el nuevo programa creado comenzaron en igualdad de condiciones que los inspectores técnicos, pero para el comienzo de la guerra en 1939, casi todos ellos habían sido promovidos a Inspector Técnico de Primera Clase con el rango de Hauptmann (capitán).
Los Códigos del Waffenamt son las marcas de inspección alemanas.
El Waffenamt estaba subordinado en tiempo de paz al comandante del ejército, y desde el inicio de la campaña de Polonia el 1 de septiembre de 1939, pasó a estar subordinado al Jefe de Armamento del Ejército y al comandante del Ejército de Reserva.

## Departamentos

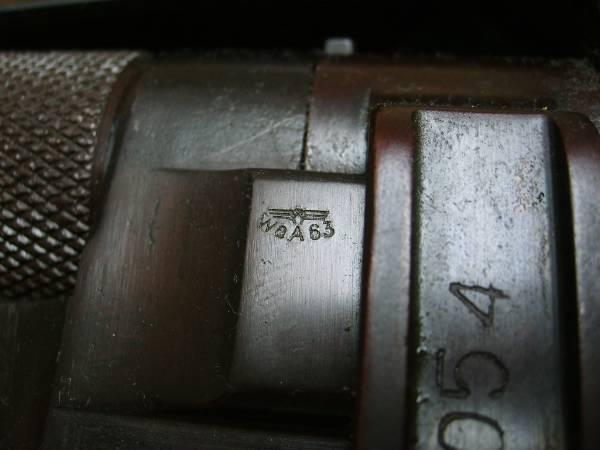
Un ejemplo de un marcaje del Waffenamt.

- Wa Prüf 1 - División Municiones y Balística
- Wa Prüf 2 - División Infantería
- Wa Prüf 4 - División Artillería
- Wa Prüf 5 - División Ingeniería e Ingeniería Ferroviaria
- Wa Prüf 6 - División Motorización y Blindados
- Wa Prüf 7 - Departamento de noticias
- Wa Prüf 8 - División óptica, metrología, servicio meteorológico militar, control de incendios e impresión de cartas
- Wa Prüf 9 - División Anti-gases
- Wa Prüf 11 - División Equipos Especiales
- Wa Prüf 12 - División Campo de Pruebas

## Tareas
Como parte del rearme alemán, creció la importancia del Waffenamt:
- El desarrollo de nuevas armas, municiones y equipos (desarrollo y prueba).
- Adquisición masiva de armas, municiones y equipos (armamento industrial).
- Creación de una base técnica, así como la preparación y el establecimiento de la producción en masa por parte de las industrias.
- Pruebas de validación de las armas, equipamiento y municiones.
- El registro y catalogación de armas capturadas según las "especificaciones de equipo extranjero".

## Directores del Waffenamt
- Generalleutnant Ludwig Wurtzbacher (1870-1926) del 1 de junio de 1920 hasta el 1 de marzo de 1925[1]
- Generalmajor Erich von Botzheim (1871-1961) del 2 de marzo de 1925 hasta el 28 de febrero de 1926
- Generalleutnant Max Ludwig (1871-1961) del 1 de marzo de 1926 hasta el 30 de mayo de 1929
- Generalleutnant Alfred von Vollard-Bockelberg (1874-1945) del 1 de junio de 1929 hasta el 30 de noviembre de 1933
- Generalmajor/Generalleutnant Kurt Liese (1882-1945) del 1 de diciembre de 1933 hasta el 28 de febrero de 1938
- General der Artillerie Karl Becker (1879-1940) del 1 de marzo de 1938 hasta el 8 de abril de 1940[2]
- General der Artillerie Emil Leeb (1881-1969) del 16 de abril de 1940 hasta el 1 de febrero de 1945
- General der Infanterie Walter Buhle (1894-1959) del 1 de febrero de hasta el 8 de mayo de 1945